# 聽濤雅苑

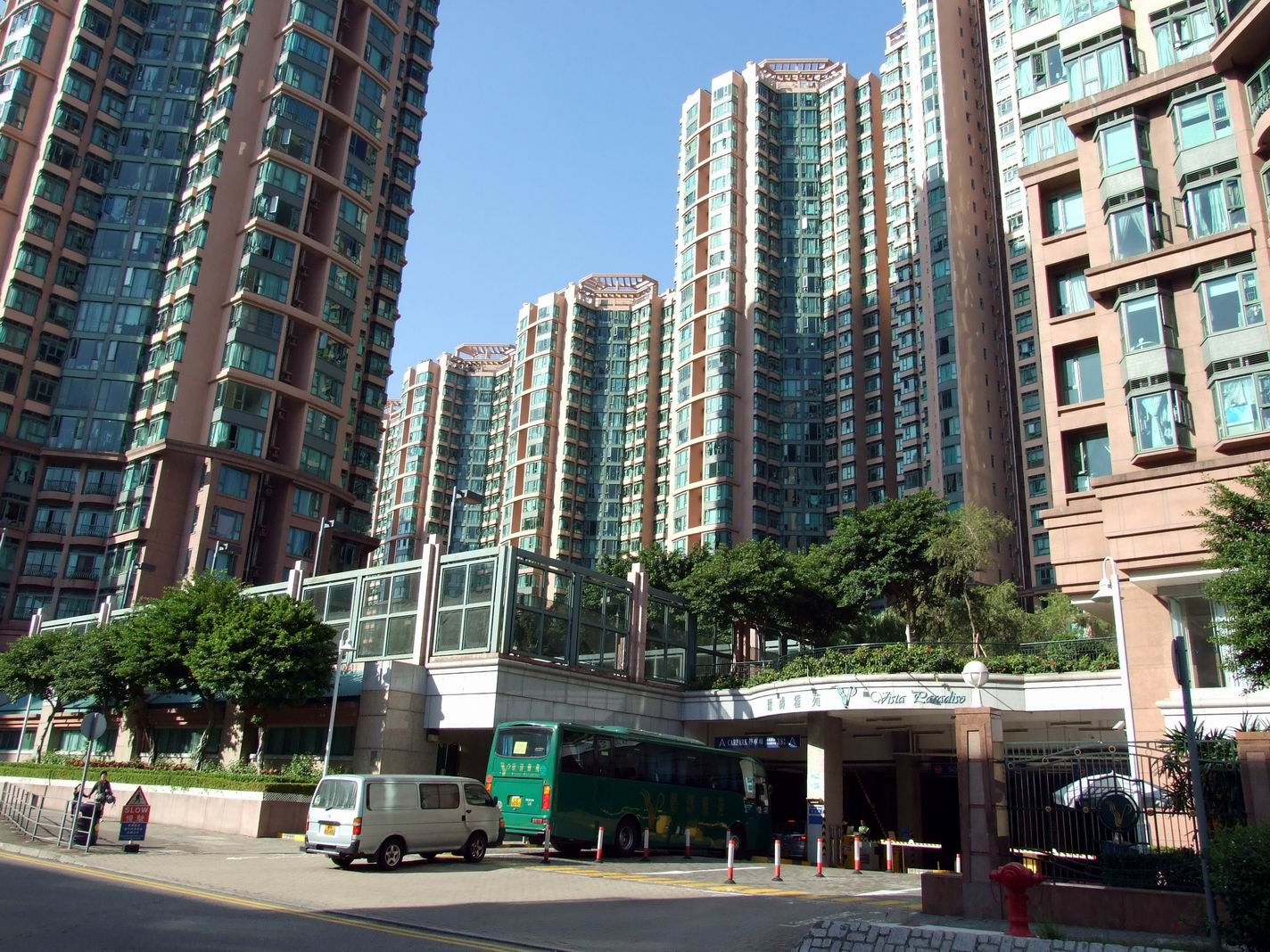
聽濤雅苑主入口

聽濤雅苑（英語：Vista Paradiso）是香港一個私人屋苑，由和記黃埔及協和建設聯合發展興建，位於香港新界馬鞍山恆明街2號，整個屋苑共有11幢29-37層（不設4、13、14及24樓）的住宅，單位總數2,032個，第1期及第2期分別於1998年及1999年落成入伙，由高衛物業管理負責管理，而該廣告更於亞洲電視、無綫電視和新城電台播出，示範單位設於馬鞍山廣場。

## 設施
聽濤雅苑設有27萬呎綠化庭園，包括園林式人工湖、渡假式園林泳池連日光曬台和酒店式住客會所。住宅大廈均以水池圍繞，營造出一派亭台水榭的意趣。泳池設有S形滑水梯﹐而酒店式住客會所則設有網球場、壁球場、高爾夫球練習場、兒童遊戲室、健康舞室、桑拿浴室、卡拉OK室、桌球室和乒乓球室，另有瀑布假山和緩跑徑等。此外，物業亦設有近1,500個車位

## 重要事件

### 負資產物業
聽濤雅苑在香港地產最高峰時期，1997年8月出售樓花，於經濟泡沫爆破後成為負資產物業重災區。部分買家無力供款而「撻訂」，發展商其後更向撻訂買家追討差價，為此更導致太平協和汪世忠入稟香港高等法院向長實追討207萬的撻訂差價。

### 捕蛙行動
2012年5月26日，高衛物業管理接獲青蛙叫聲滋擾的反映後，便察看園內設有的花圃及水池。但當日並未有發現。管理公司稱如有發現，會將青蛙交由漁農自然護理署或愛護動物團體處理。有關管業處的捕蛙通告於網上流傳。而香港兩棲及爬蟲協會的社交網站在一日內已有超過300名市民留言。不少人認為青蛙鳴叫只屬小事，質疑是否足以滋擾居民，並批評有人濫用投訴機制，不容納大自然。

### 火警
1996年12月31日日晚，聽濤雅苑地盤近第一，二座現址發生大火。當時屋苑地盤正由地庫停車場興建至屋苑平台層，晚上約十一時許地盤突然發生大火，火勢有三，四層樓高。火警發生期間，位於第一座現址負責建築工程的天秤於火警期間倒塌，幸火警中沒有人受傷。火警翌日凌晨始被救熄，一大批建築材料焚毀。

## 名人住客
- 無綫新聞記者許方輝（現為管理層人員）
- 無綫電視演員黃翠如